# 하늘다람쥐
하늘다람쥐(Pteromys volans)는 날다람쥐족에 속하는 포유류이다.

## 개요
몸길이 12-13cm, 꼬리길이 11-12cm이며, 머리는 둥글고 꼬리에 긴 털이 솔 모양으로 났다. 눈은 둥글고 크다. 몸통의 양 옆으로 늘어진 비막이 앞다리에서 뒷다리까지 이어져 있어 다리를 뻗치면 막이 퍼져 마치 날개 같다. 비막을 펼칠 때에 앞다리 발목의 침상연골을 바깥쪽으로 펼쳐 표면적을 조정한다. 나무와 나무 사이를 활공하며, 넓적하고 평평한 꼬리로 비행 방향을 조절한다. 밤에 활동하며, 자연적으로 생겼거나 딱따구리가 파 놓은 나뭇구멍 속에서 생활하며, 오래된 주택의 구멍에서 머무르기도 한다. 먹이는 여러 가지 과일 새알, 균류, 곤충, 딱딱한 열매 등을 주로 먹는데, 어린 새와 썩은 고기도 발견하면 먹는다. 암컷은 일 년에 2-6마리의 새끼를 두 차례 낳는다. 어린 새끼는 6주가 되면 스스로 활공할 수 있다. 침엽수와 활엽수가 섞인 오래되고 건강한 숲에서 사는데, 숲을 개간하거나 솎아베기과 고사목 제거 등과 같은 숲에 대한 인위적인 간섭이 늘면서 개체 수가 줄고 있다. 핀란드에서 중국을 거쳐 한국과 일본에까지 분포한다. 애니메이션 스피어즈와 뚜루뚜루뚜 나롱이의 등장 캐릭터 '나롱이', EBS의 파파룰라 시리즈의 캐릭터 '두두'와 '짠', '포켓몬스터' 시리즈의 '에몽가'의 모티브 동물이다.
대한민국에서는 멸종위기 야생생물 Ⅱ급으로 지정되어 보호를 받고 있다.

## 특징
- 눈망울이 체구에 비해 큰 편이다.
- 앞과 뒷발 사이에 발달된 비막(척추동물에서 볼 수 있는 비행에 사용되는 막)을 지니고 있다.
- 등은 부드러운 털로 옅은 회색과 갈색을 띄고 있다.
- 배면은 백색이고 눈 주위는 흑갈색을 띈다.

## 천적
- 하늘다람쥐의 어린 개체들은 천적으로부터 당하기가 쉽다. 하늘다람쥐의 어린 개체들을 노리는 천적으로는 주로 족제비, 담비, 올빼미, 수리부엉이, 뱀, 너구리, 고양이, 삵 등이 있다.

## 아종
- 하늘다람쥐 (P. v. volans) - 이명 P. v. aluco
- P. v. athene
- P. v. buechneri
- 북방하늘다람쥐 (P. v. orii)

## 같이 보기
- 날다람쥐류